# Tuberocepheus longus
Tuberocepheus longus är en kvalsterart som först beskrevs av Balogh 1964.  Tuberocepheus longus ingår i släktet Tuberocepheus och familjen Carabodidae. Inga underarter finns listade i Catalogue of Life.